# Strada statale 601 Ostia-Anzio
La ex strada statale 601 Ostia-Anzio (SS 601), ora strada provinciale 601 litoranea Ostia-Anzio (SP 601), era una strada statale italiana che collegava il Lido di Ostia con Anzio. Attualmente classificata come strada provinciale, presenta un percorso litoraneo a poca distanza dalla spiaggia.

## Percorso
Nel suo percorso tocca i comuni di Roma, Pomezia (località Torvaianica e Villaggio Tognazzi), Ardea (località Tor San Lorenzo e Lido dei Pini), Anzio (località Lido dei Pini, Lido dei Gigli, Lavinio Lido di Enea, Lido di Cincinnato, Lido delle Sirene, Lido di Marechiaro, Anzio Colonia). Il tracciato è essenzialmente rettilineo e pianeggiante, eccezion fatta per i primi 10 chilometri ove si snoda fra le dune prospicienti il mar Tirreno.
Ha termine nel comune di Anzio, nel punto in cui la strada si divide per portare da una parte verso le Grotte di Nerone e dall'altra, perpendicolarmente, verso Nettuno.

## Storia
Già contemplata nel piano generale delle strade aventi i requisiti di statale del 1959, è
solo col decreto del Ministro dei lavori pubblici del 23 settembre 1969 che viene elevata a rango di statale con i seguenti capisaldi d'itinerario: "Lido di Ostia - Torvaianica - Lido di Lavinio - Anzio".
In seguito al decreto legislativo n. 112 del 1998, dal 2002 la gestione è passata dall'ANAS alla regione Lazio che ha provveduto al trasferimento dell'infrastruttura al demanio della provincia di Roma.